# 淡水之役
淡水之役，又称滬尾之役、滬尾登陸戰，是1884年中法战争中发生在清朝福建省臺灣道臺北府淡水縣（今台湾新北市淡水區）的一次战斗，法军目的是占领淡水炮台，并清除港内水雷，由于守军坚决抵抗，法军未完成战斗目的。

## 战斗背景
淡水位于台湾台北府西北，地理条件优越，物产丰富，贸易发达，商贾云集，“繁华靡丽，冠于全台”。它与位于台北府东北的基隆相距仅80里，互为犄角，是海上进入台北的主要通道，向为兵家必争之地，历史上有台湾“近防三林、鹿子，远控淡水、鸡笼（基隆）”之说，战略地位与基隆同等重要。
根据基隆和淡水这一特点以及法军在第一次基隆之役失败的教训，法方认为：“占领基隆和它的煤矿工场既决定为我们的目标，对于淡水作军事行动显然是必要的了。这两个城市由一条大路连接起来，它们近在咫尺，所以占据了这一个，就绝对必需占领另一个。”意即法军进攻淡水，目的在于確保基隆被攻佔後，可以順利抵擋來自台北城內的清軍。

## 战前布置

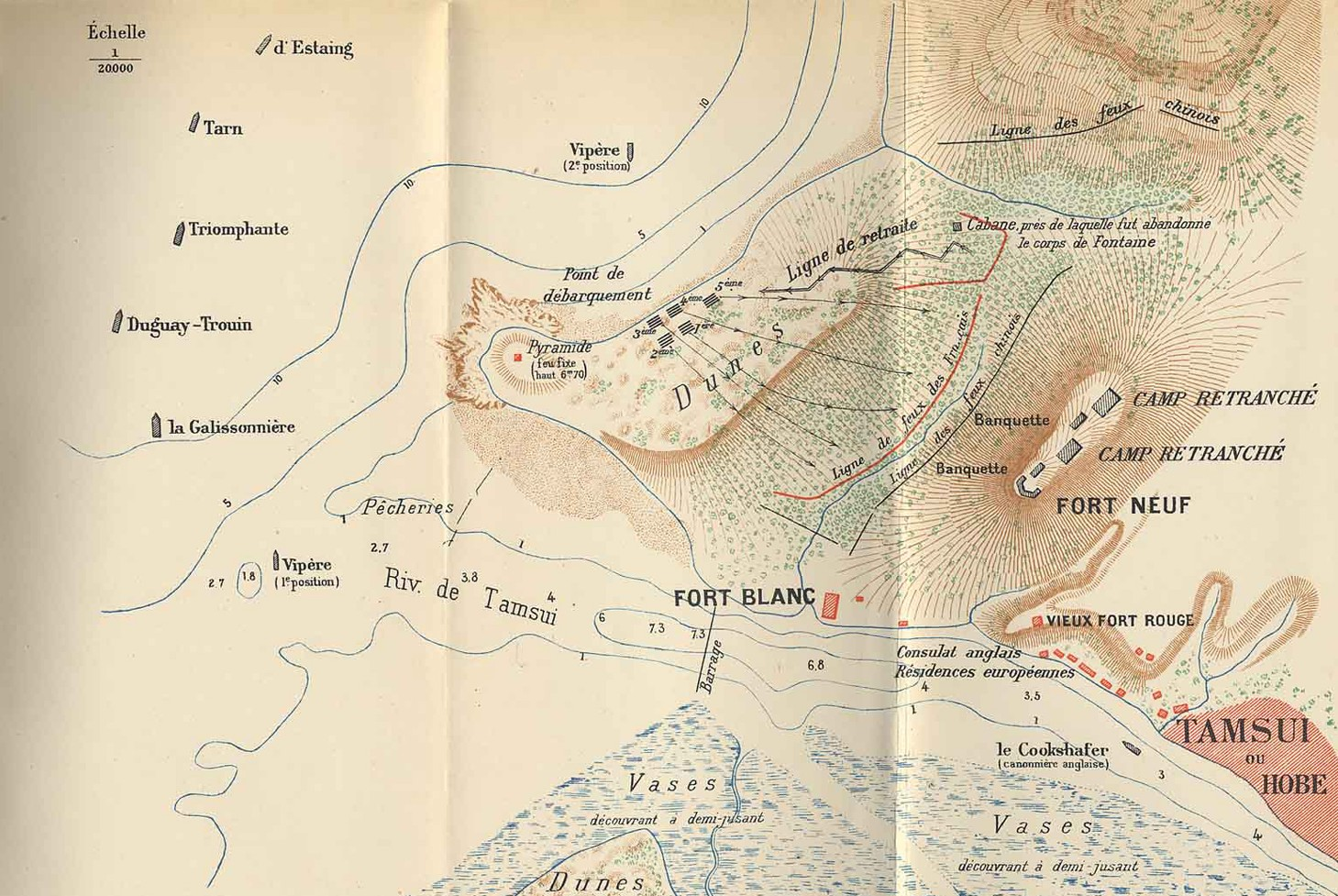
1884年10月8日淡水之役戰鬥佈置圖(由法国外籍兵团第3非洲營連長加若(Garnot)所繪

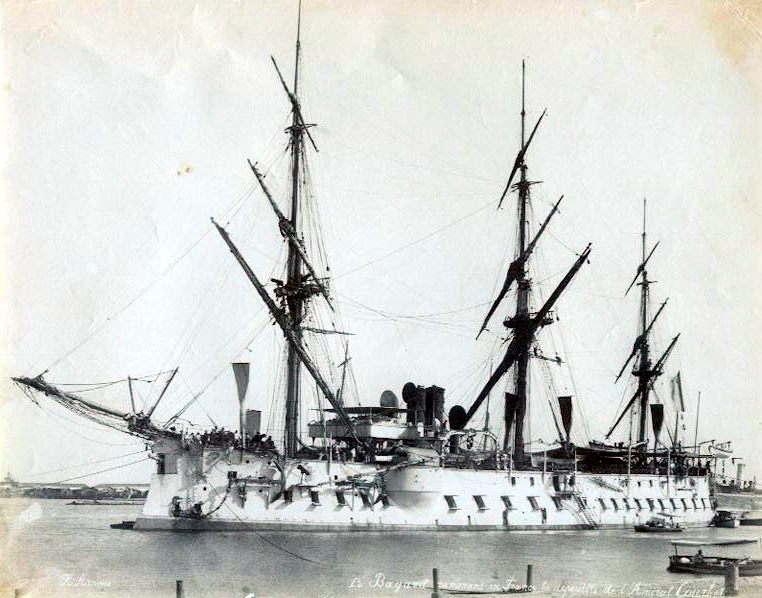
西仔反法艦巴雅號

淡水防御部署为：港区两侧分别由两座炮台为主力，其中一座当时尚未竣工，但却连夜赶工安装好3门大炮；淡水河口，用满载石块的木船沉底构成梯坝，坝内外满布水雷；各营陆军及台勇分布炮台周围及各处隘口，阻止法军登陆。
利士比早在1884年（光緒十年）9月初，就曾派“鲁汀号”(Lutin)进行过侦察，后来又派“蝮蛇号”(Vipère)进行监视，对淡水港的情况相当熟悉。他鉴于淡水河已用沉船堵塞航道，便将军舰停泊于口外(淡水漁人碼頭海面)，距新炮台约3400米，距旧炮台约2400米，然后向淡水守军发出通牒，威胁说，如果不投降，便于10月2日炮击。
利士比虽然在中法战争中已连败两阵，这次攻击淡水，孤拔给他的任务是用“凯旋号”(Triomphante)等的巨炮摧毁淡水港的防御工事，清除河口沉船，扫清水雷，然后用小型舰艇安全地占领淡水港内锚地并加以封锁。但立功心切的利士比，却不甘心只占领淡水港。

## 滬尾登陸戰過程

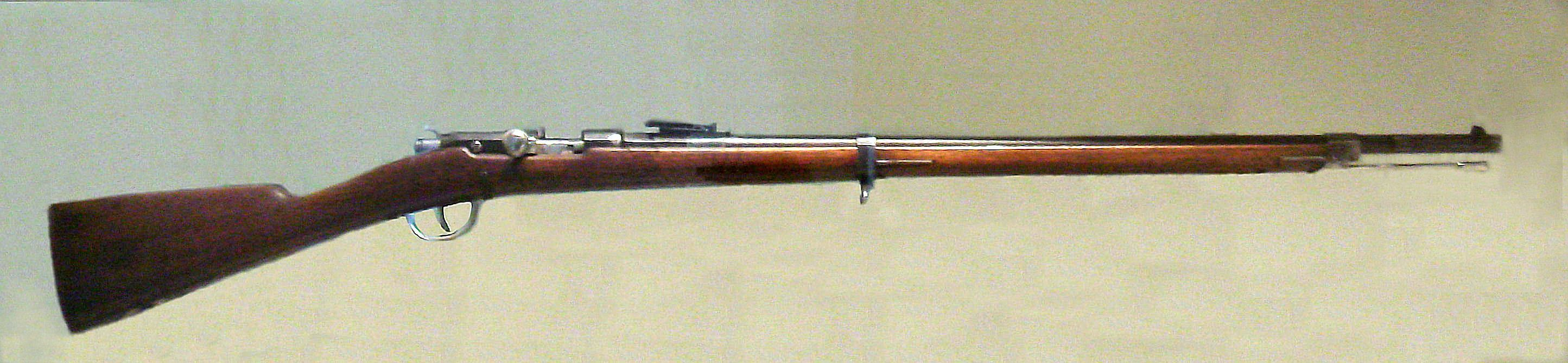
西仔反法軍制式Fusil Gras M80 1874步槍

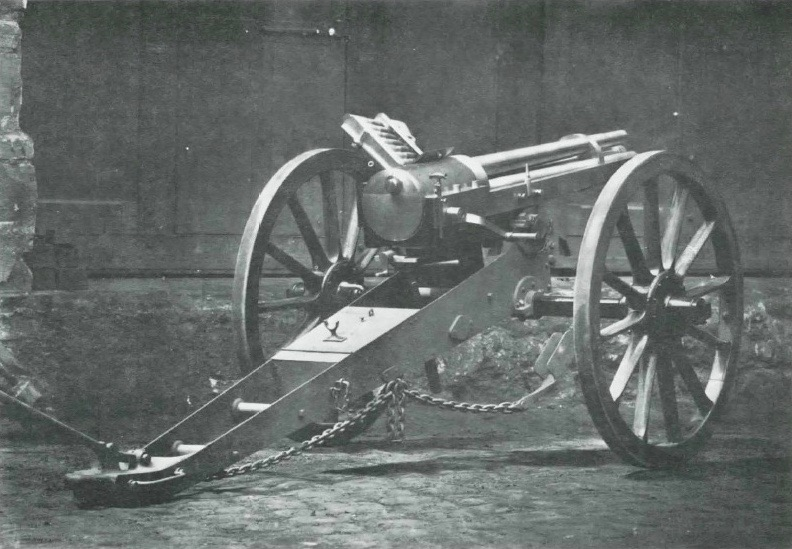
西仔反法軍制式37mm口徑哈其斯5管機關槍

10月2日清晨，当淡水河口的法国水兵还被刚冒出地平线的太阳剌得无法观测时，淡水港两侧的炮台已发炮轰击，虽然炮小力薄，难以击中远距离的法舰，但仍然屡中“德斯丹号”(d'Estaing)(60人)，该舰桅杆被折，舰舷穿洞，双方炮战竟日，无大损伤，只是港区许多防御工事被毁。
当晚，利士比派海军工程师雷诺等去侦察河口的沉船形成的水坝，设法找到最佳的爆破口，但他一看到水坝周围的浮标，便知难而退。利士比断定，要占领港湾，势必要消灭或驱散周围的守军，而他手下的300多名陆战队员，决难作到。于是派“德斯丹号”赴基隆向孤拔求援。孤拔虽然毫不费劲地占领了基隆，但他知道守军的实力相当雄厚，激战还在后面，因此勉强派“杜居土路因号”(Duguay-Trouin)、“雷诺堡号”(Châteaurenault)，及“胆号”(Tarn)运载临时组成的加强营（5个连）由海军中校马丁副舰长率领前往支援，并指定这位曾在8月5日在基隆吃过败仗的中校负责指挥这次登陆任务。
援军于10月5日到达，原计划于6日登陆，但6日和7日均有大风，海上波涛汹涌，迫使舰队躲进避风锚地，作战计划也随之改变。8日，天气转好，但马丁竟因病不能指挥登陆战斗，只好临时改由“雷诺堡号”舰长波林奴中校接任。
登陆部队分为5路，每路1个连，还配备2个水雷班，600人分乘各舰的武装小艇及由“胆号”提供的平底驳船出发，于上午9点30分到达淡水海灘预定的登陆点（今沙崙海水浴場），10点正开始攻击，向新砲台（位於今滬尾砲台）進攻並破壞砲台的大砲，隨後轉向白砲台進發，途中占领在两砲台之间的水雷点火哨所，设法引爆敷设于水坝两侧的水雷，完成后立即归舰。全部行程约为6公里。所以，每人只带一天口糧，16盒(10 cartridges gravity magazine)共160發制式Fusil Gras M80 1874步槍用子弹。
法方积极备战，促使淡水守军加强部署。港区沿岸清軍已集结4个营及部分土勇1營，總共约2500人，分三路布防：孙开华令一路由擢勝右營營官龔占鰲帶擢勝右營營勇伏於假港(今淡水公司田溪口)，另一路擢勝中營營官李定明帶擢勝中營營勇伏於油車口，以後營營官范惠意率擢勝後營為預備隊，章高元、刘朝祜各帶武毅、銘中兩營營官朱煥明等約1个营，伏於新砲台後為北路，防敵包抄，李彤恩所募土勇軍功張李成一營，伏於北路山澗。。
9时5分，利士比下令升起攻击信号旗，并泊于港湾外的7艘军舰，同时向两座炮台及周围防御工事炮击，很快就压制了两座炮台及各防御工事的火力。利士比以为胜利在望，命令登陆部队按预定时间—10时登陆。其序列是：“拉加利桑尼亚号”(La Galissonnière)的陆战队为第1连(120人)，“凯旋号”(Triomphante)的陆战队为第2连(120人)，他们涉水进入丛林向新炮台推进；距离他们约200米的“德斯丹号”陆战队和“雷诺堡号”陆战队为第3连(130人)，“胆号”和“杜居土路因号”陆战队为第4连(130人)，是第1、2连的预备队，“巴雅号”(Bayard)陆战队为第5连(100人)，负责掩护左翼，朝左侧推进。
经过1个多小时的跋涉，丛林中终于响起了枪声，而且越响越密集，这5路連隊因相互失去联系，都不知是哪一路遇上敌人，于是都向第一线的第1、2连靠拢，除第3连被狙击于一处洼地外，担任左侧掩护任务的第5连也迅速向第4连靠拢，以便防禦人數不明的清軍狙击。战斗于是沿着灌木林约1500米的长线展开，各连都同时应战，形成没有预备队，也没有左翼的掩护的局面。
驻守在新旧炮台沿线的孙开华、章高元各营，一直受到法舰炮火的压制，看见法军进入港湾丛林，立刻喜出望外，照例作了正面狙击、两侧迂回的战斗部署。他们从各个掩蔽处狙击敌人，由于手中的轻武器并不逊色，很快就和法军展开了短兵相接的近战，三面进逼，使法军如堕雾中，分不清散兵和阵线，一闻枪声，便疯狂连击，不但伤亡累累，子弹也迅速耗尽，一听到在他们左后侧响起枪声，便自然萌发被包围的逃命思想。
法军遭到狙击后不久，1连连长方丹、2连连长德荷台以及3连的德曼都连长负伤，各连伤员迅速增加，而抬护伤员后撤的人员也一去不回，抬伤员便成了溃退的借口，军官们不便严格制止，加之各连大都盲目连击，子弹消耗很快，又没有后援安排，而从两侧迂回的淡水守军的速度又愈来愈快，波林奴终于发出了撤退的命令，并命令第1连和第2连担负掩护任务，时间是正午12时，他们一撤出丛林，便受到舰上大炮的掩护，所以，守军也没有穷追他们。据法方记载，法军当场阵亡9人，失踪8人，负伤49人，其中第1连连长方丹（Lieutenant de vaisseau "François Edmond Fontaine"）被俘（之後連同其他二俘虜被斬首），第2连连长德荷台不久死于西贡。
台湾守军当然也付出了很大的代价，孫開華部下中後兩營，首迎其沖，鏖戰最久，戰士多傷，陣亡哨官三員，傷亡勇丁百人。。但毕竟将妄图登陆的敌军击败了，所以称为“淡水大捷”。法国人则“为着减轻这次痛苦事件的结果起见，人们将它称为侦察战；实际，这却是一次最严重的败战。这次败战对于以后的战役必然会发生最坏的影响”

## 战斗结果影响
10月8日对淡水所实行的作战行动，以后再也不曾重演过。这个据点变成了中国军队对基隆的作战根据地。直到中法新约签订为止，法国舰队仅止轮流着在淡水河口对这海港加以最严格的封锁而已。

## 參閱
- 西仔反
- 中法战争
- 臺灣與法國關係史
- 法屬中南半島總督列表
- 北圻遠征
- Lebel M1886步槍

## 外部連結
- 中法战争（24） 淡水大捷